# Aille (rivière)
Pour les articles homonymes, voir Aille.
L'Aille est une rivière française, affluent droit de l'Argens. Elle coule entièrement dans le département du Var en région Provence-Alpes-Côte d'Azur.

## Géographie

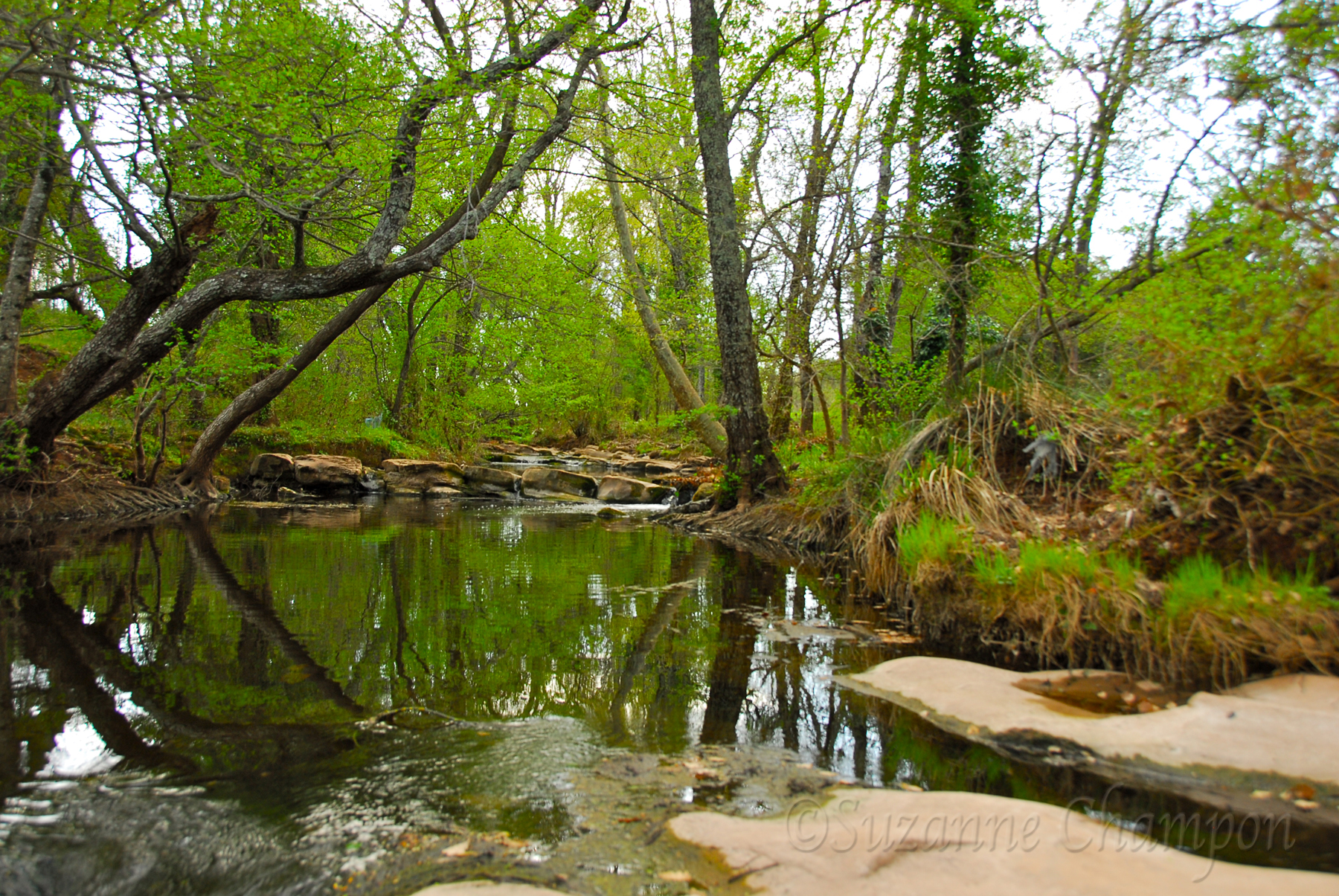
Sous la départementale D 33 entre les Mayons et le Luc.

De 30,3 km de longueur, elle prend sa source à Gonfaron dans le massif des Maures, dans le département du Var, à 192 m d'altitude au lieu-dit la Font d'Aille. D'une manière générale, elle a un parcours orienté depuis le sud-ouest vers le nord-est. Tout au long de son parcours, elle reçoit en rive droite de nombreux petits affluents venus du sud, du massif des Maures.
L'Aille conflue en rive droite de l'Argens (donc au sud) sur la commune des Arcs à 26 m d'altitude, juste après le Pont d'Aille et à moins de 200 m du Pont de la Tournavelle en amont sur l'Argens.

### Communes et cantons traversées
Dans le seul département du Var, l'Aille traverse les six communes suivantes, dans trois cantons, de l'amont vers aval, de Gonfaron (source), Les Mayons, Le Luc, Le Cannet-des-Maures, Vidauban et Les Arcs, où elle rejoint l'Argens.
Soit en termes de cantons, l'Aille prend source dans le canton de Besse-sur-Issole, traverse les canton du Luc et conflue dans le canton de Lorgues, le tout dans les deux arrondissement de Brignoles et arrondissement de Draguignan.

### Bassin versant
L'Aille traverse une seule zone hydrographique 'l'Aille' (Y521), de 284 km2 de superficie. Ce bassin versant est constitué à 67,56 % de « forêts et milieux semi-naturels », à 27,22 % de « territoires agricoles », à 5,34 % de « territoires artificialisés ».

### Organisme gestionnaire
Un syndicat mixte de l’Argens (SMA), qui a pour compétence l’entretien, la gestion, l’aménagement des cours d’eau et la prévention des inondations dans le bassin de l’Argens, regroupe soixante-quatorze communes, dix intercommunalités, a été créé le 3 octobre 2014. Celui-ci mettra en œuvre (à partir de mi-2015) l’ensemble du programme d’action alors défini pour une durée de 5 à 6 ans renouvelable, ,.

## Affluents

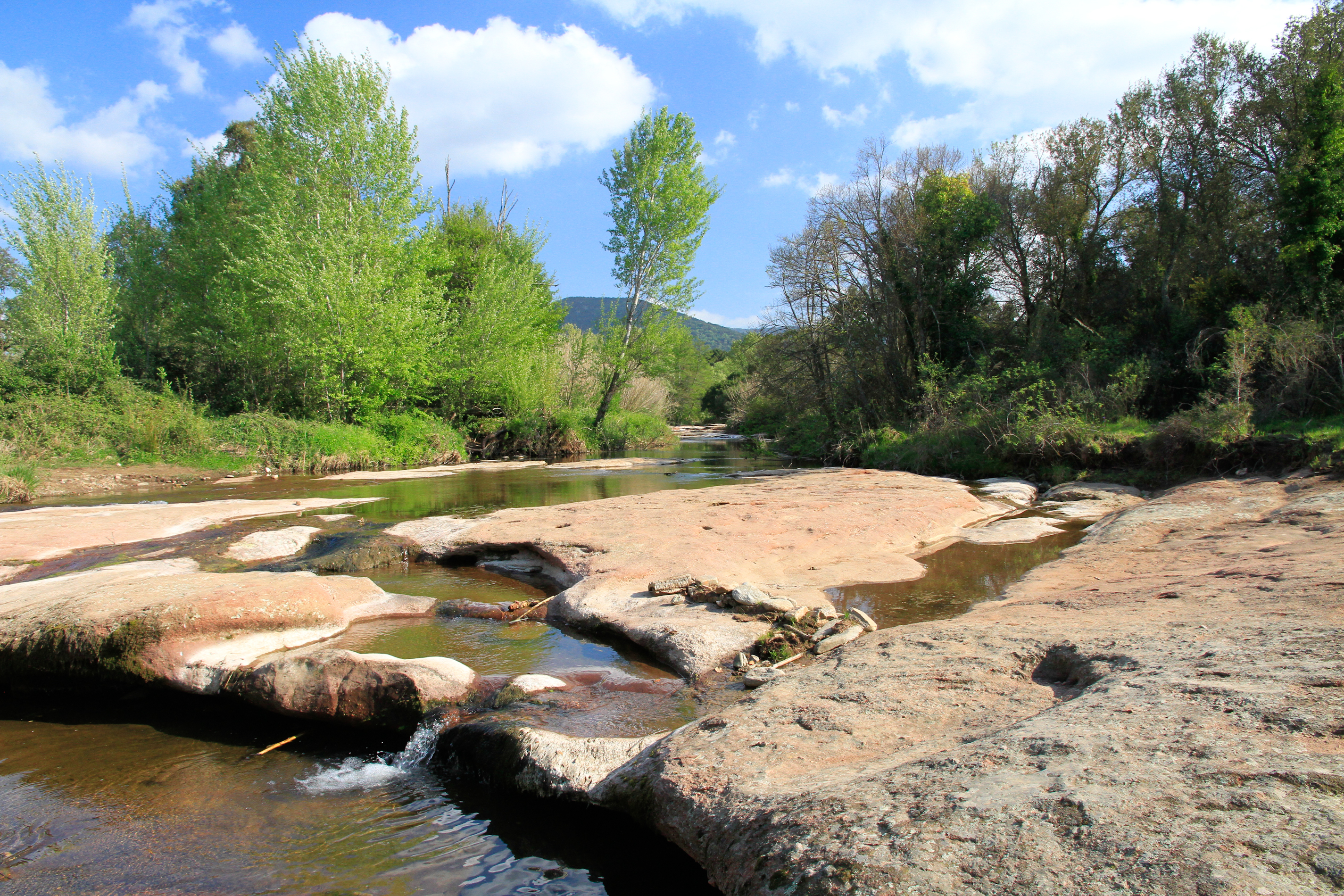
Le Mourrefrey dans la plaine des Maures.

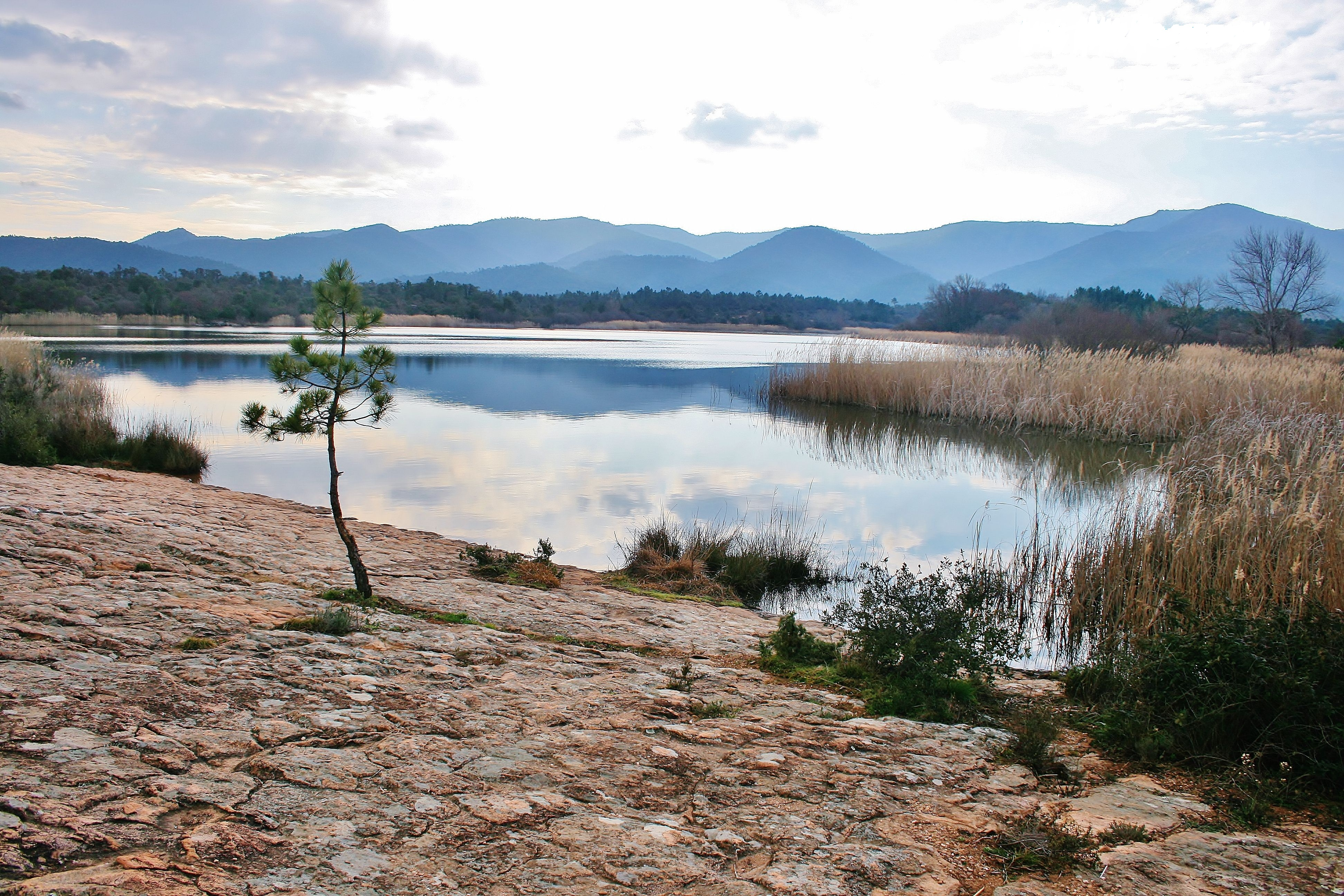
Le lac des Escarcets au Cannet-des-Maures.

L'Aille a seize affluents référencés :
- le Vallon de Maraval (rg[note 1])
- le Ruisseau de Font Fraye (rd)
- l'Estagnol (rg)
- le ruisseau de la Nasque (rd)
- Le Réal d'Or (rd)
- le Vallon du Teissadon (rd)
- Le Mourrefrey (rd) 10,5 km sur les deux communes des Mayons et du Cannet-des-Maures de rang de Strahler trois avec trois affluents :
  - le Vallon de Valviolette (rg)
  - le Vallon de la Pommière (rd)
  - le Vallon de Rascas (rd) avec quatre affluents
- le Vallon de Rouré Trouca ou Vallon des Jaudelières (rd) avec un affluent :
  - le Vallon de Sauronne ou des Sauronnes (rg)
- le Riautort (rg) de rang de Strahler trois avec quatre affluents dont :
  - le Réal Martin
  - le ruisseau de Soliès
- le Vallon des Bertrands (rd) de rang de Strahler quatre avec quatre affluents dont :
  - le Vallon des Escarcets traversant le lac des Escarcets
- le Ruisseau de Fenouils (rd) avec un affluent :
  - le Vallon du Cros d'Allié,
- le Ruisseau du Cavalier (rg)
- le Vallon de Belleïman (rd) de rang de Strahler quatre avec quatre affluents
- le Vallon des Bugades (rd)
- le Vallon du Verne (rg)
- le Vallon de la Coucourelle (rd)

### Rang de Strahler
Son rang de Strahler est donc de cinq.

## Hydrologie

### L'Aille à Vidauban
L'Aille a été observée depuis le 1er janvier 1968, à Vidauban au lieu-dit le Baou, à 41 m d'altitude et pour un bassin versant de 229 km2 sur les 284 km2 total de l'Aille, soit 81 %.
Le module à Vidauban est de 2,30 m3/s.

### Étiage ou basses eaux
Les basses eaux ou VCN3 lors d'une quinquennale sèche est de 0,001 m3/s soit 1 litre par seconde, ce qui est sévère.

### Crues
Le débit instantané maximal a été de 321 m3/s le 26 octobre 2012, la hauteur maximale instantanée de 402 cm soit 4,02 m le 15 juin 2010 et le débit journalier maximal de 239,0 m3/s ce même 15 juin 2010.
Le QIX 5 ou crue quinquennale est de 200 m3/s, le QIX 10 ou crue décennale de 240 m3/s, le QIX 20 ou crue vicennale de 280 m3/s, le QIX 50 ou crue cinquantennale de 330 m3/s le QIX 100 ou crue centennale n'a pas pu être estimé et calculé, vu la période d'observation de 46 ans.

### Lame d'eau et débit spécifique
La lame d'eau écoulée dans cette partie du bassin versant de la rivière est de 335 millimètres annuellement, ce qui est 10 % supérieur à la moyenne en France, à 300 mm/an. Le débit spécifique (Qsp) atteint 10,6 L/s/km2 de bassin.

## Écologie
La vallée de l'Aille est une ZNIEFF de type II depuis 2003 pour 440 hectares sur les six communes du cours d'eau : ZNIEFF 930020307.

## Galerie

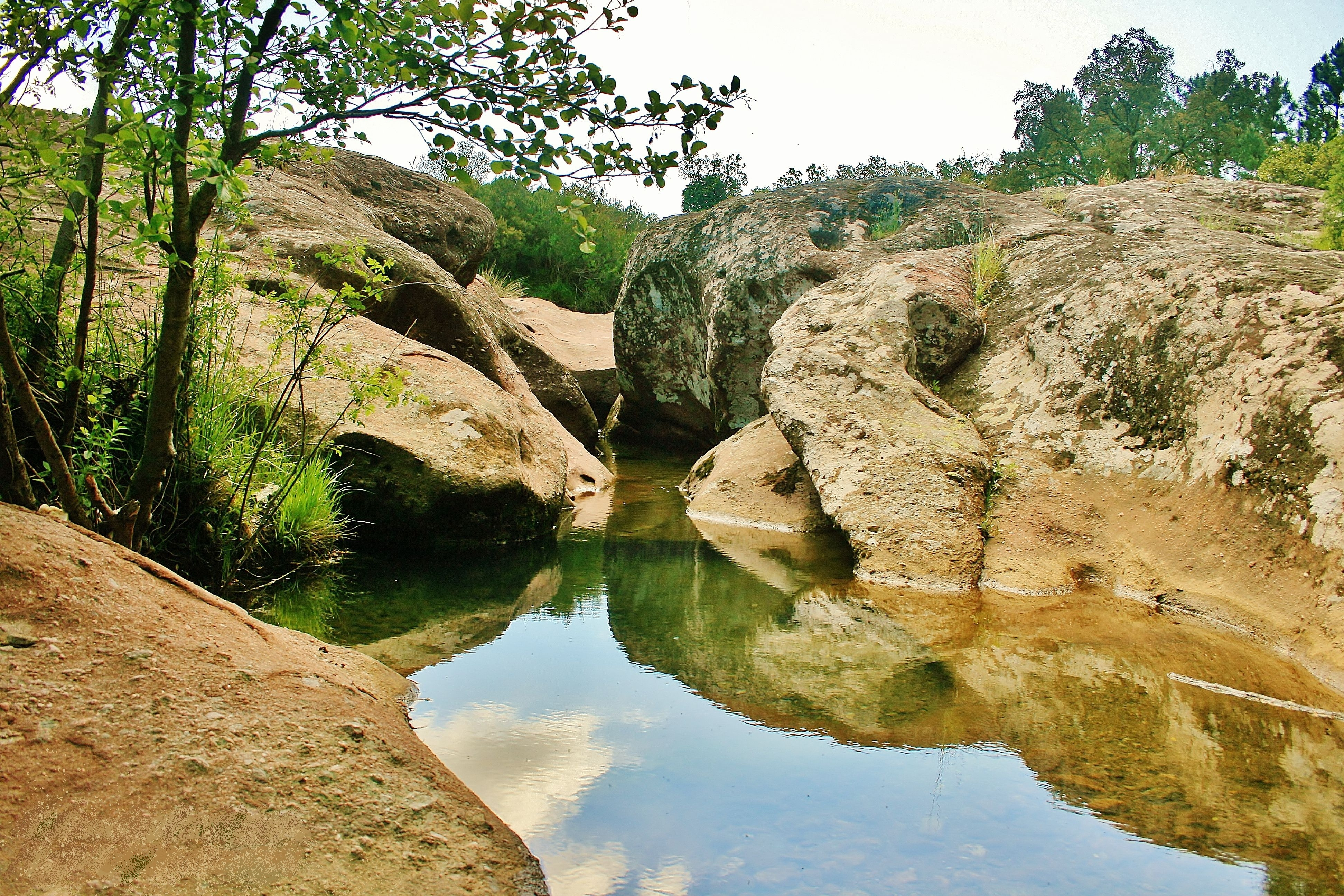
Le Cannet-des-Maures. Ruisseau des Mines. (Lac des escarcets).
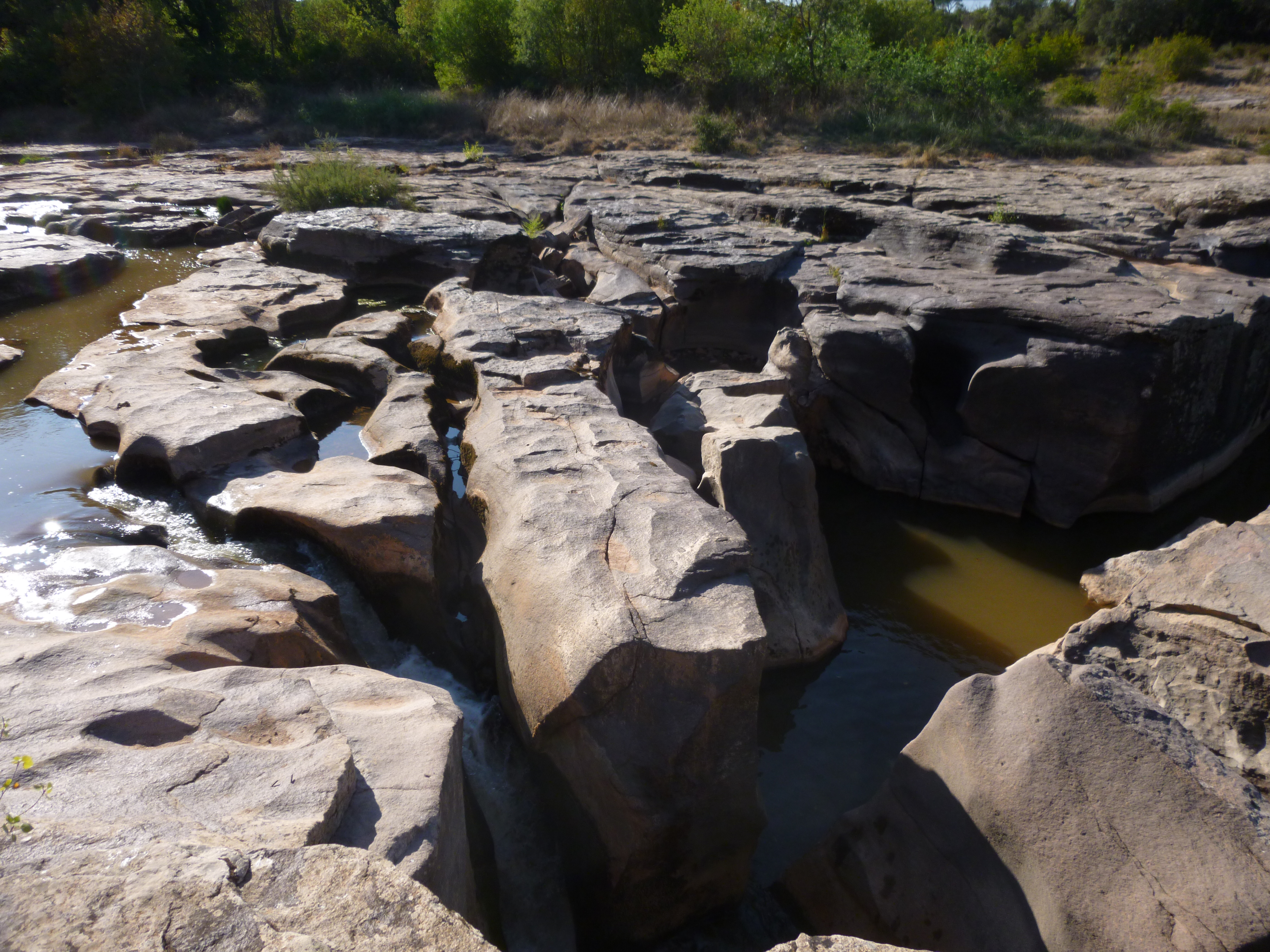
Les roches des cascades de l'Aille, plaine des Maures.
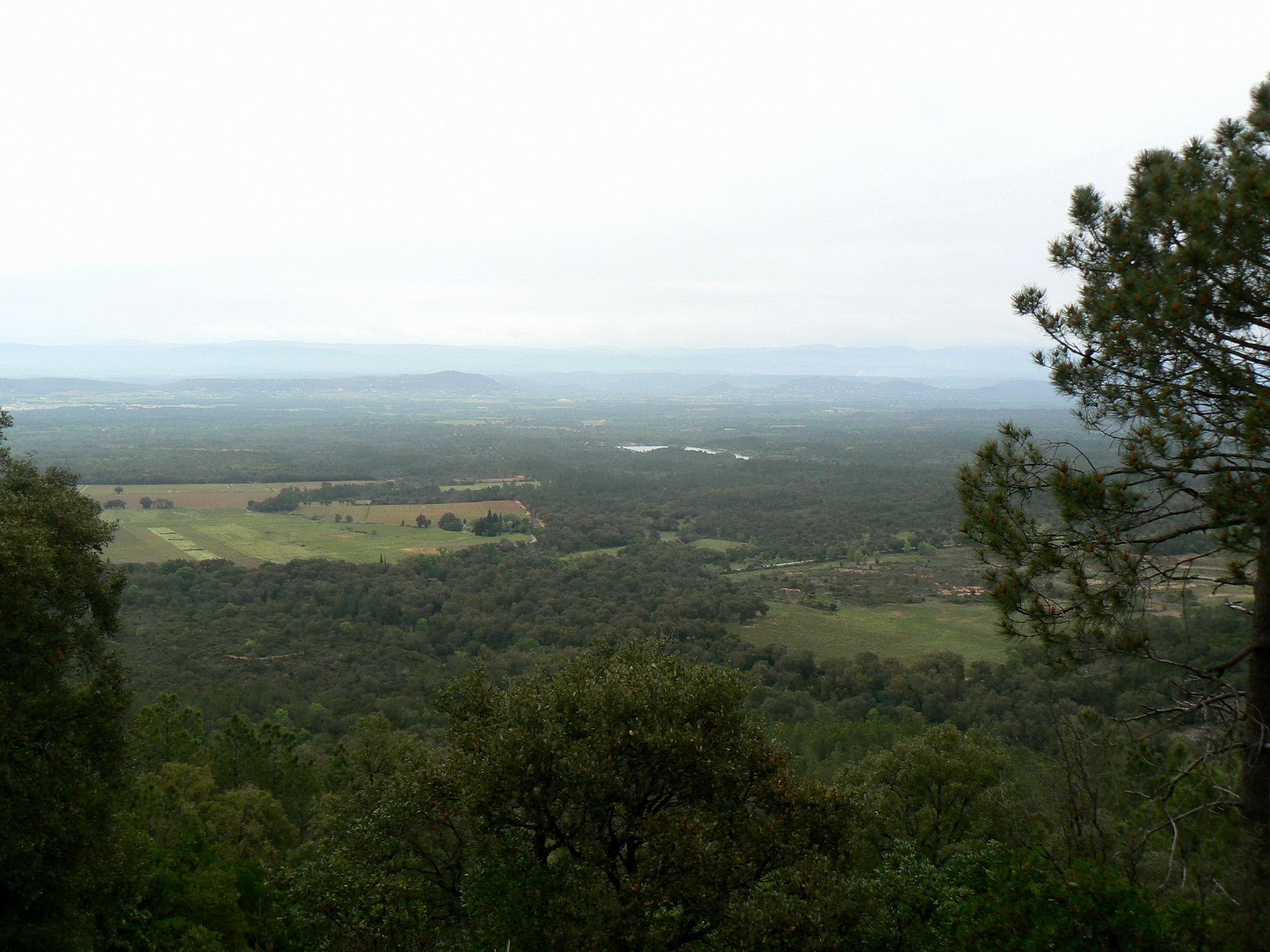
Plaine des Maures.
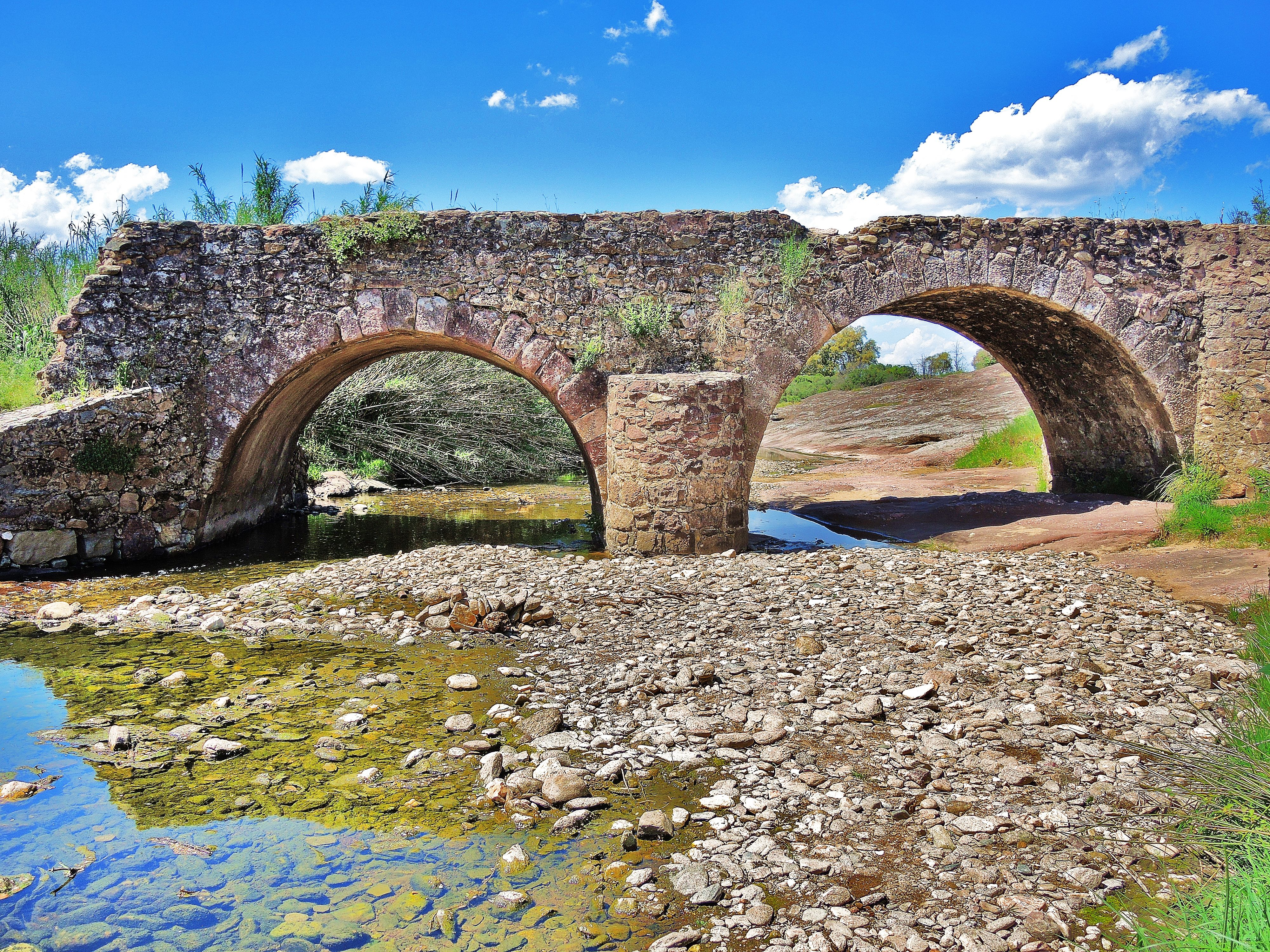
Pont romain sur le ruisseau des Mourgues.
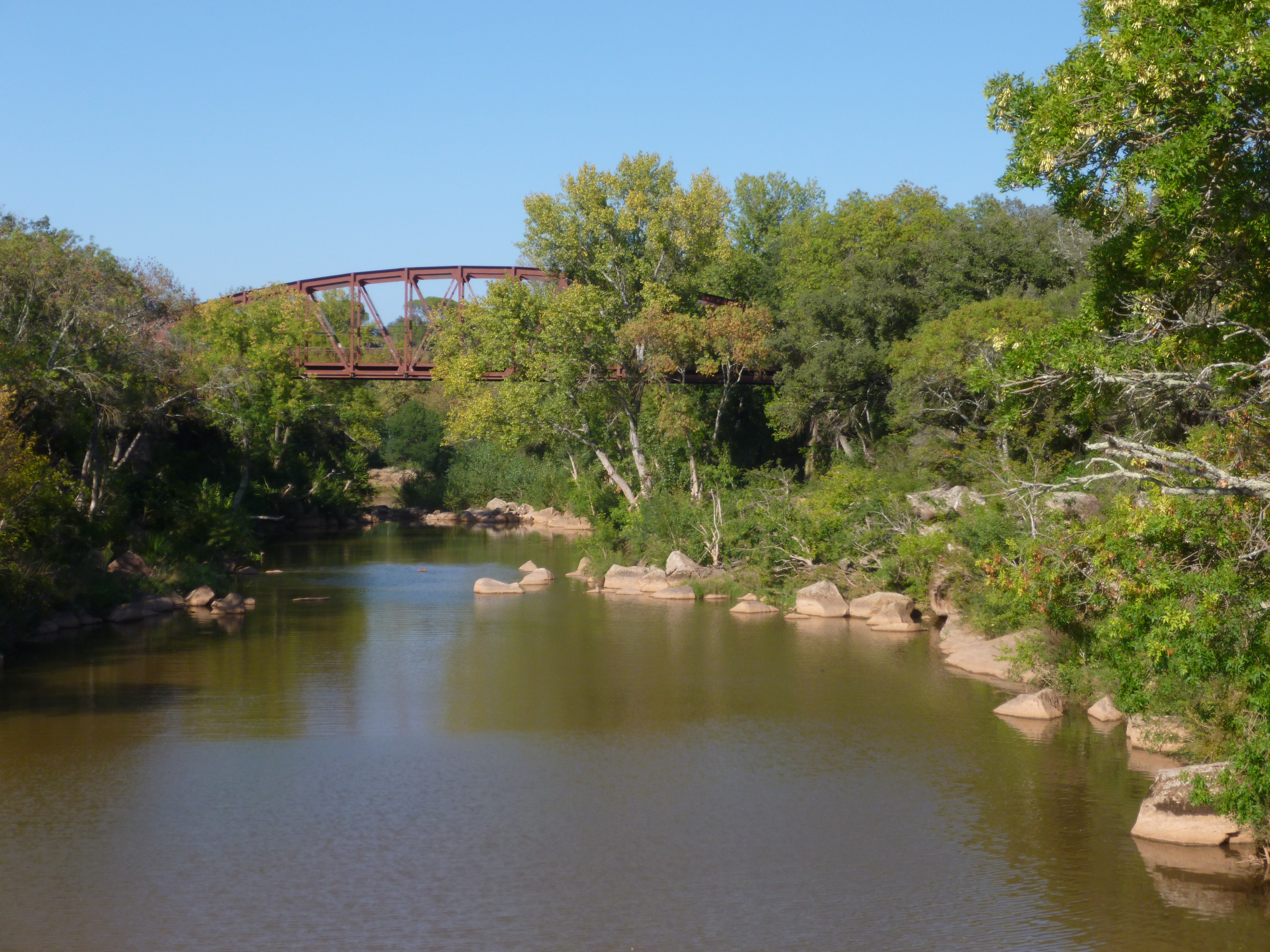
Site des cascades de l'Aille, plaine des Maures.